# Asset-backed security
Papiery wartościowe zabezpieczone aktywami (ang. Asset-backed securities, ABS) – instrumenty dłużne z zabezpieczeniem w formie wyodrębnionej (stałej lub zmiennej) puli aktywów finansowych, które w określonym czasie przekształcają się w środki pieniężne. Dodatkową gwarancją obsługi i terminowego przekazania przychodu z tytułu papieru wartościowego mogą być prawa lub inne aktywa.
Zazwyczaj papiery wartościowe zabezpieczone aktywami emituje specjalnie w tym celu utworzona spółka inwestycyjna, która wcześniej nabyła pulę aktywów finansowych od inicjatora/sprzedającego. Płatności z tytułu papierów wartościowych zabezpieczonych aktywami zależą głównie od przepływów środków pieniężnych generowanych przez pulę aktywów zabezpieczających oraz od innych praw gwarantujących terminową płatność, takich jak instrumenty dostarczania płynności, gwarancje i inne elementy powodujące poprawę warunków kredytowania.
Nazwą tą określa się wszystkie papiery wartościowe opierające się na sekurytyzowanych aktywach.
Instrument ten został po raz pierwszy wprowadzony w USA na początku lat 80. na potrzeby rynku hipotecznego. Ich zabezpieczeniem mogą być dowolne aktywa, np.: kredyty hipoteczne, pożyczki na zakup samochodu, kredyty dla studentów, należności z kart kredytowych, leasing, tantiemy, czy także zyski przynoszone przez filmy.
Ustanowienie ABS odbywa się w procesie sekurytyzacji wyodrębnionych przez inicjatora, którym najczęściej jest bank, pewnej puli wierzytelności, które sprzedaje specjalnie utworzonemu podmiotowi – Special Purpose Vehicle (SPV). SPV zdobywa później na rynku finansowym środki na refinansowanie tych wierzytelności poprzez emisję i sprzedaż papierów wartościowych zabezpieczonych przyszłymi wpływami gotówkowymi z aktywów lub samymi aktywami.
W ten sposób bank przenosi swoje ryzyko kredytowe z udzielonych kredytów i pożyczek na inwestorów, którzy lokują pieniądze w tym instrumencie, w zamian za perspektywę przyszłych zysków. Jedną z kluczowych ról w wycenie wartości i ryzyka tego instrumentu finansowego mają oceny agencji ratingowych.
Instrument ten uznawany jest za jeden z czynników, które przyczyniły się do ogólnoświatowego kryzysu z 2007 r., m.in. ze względu na toksyczne aktywa będące ich zabezpieczeniem.